# Eamonn Walker
Eamonn Roderique Walker (Londra, 12 giugno 1962) è un attore britannico.

## Biografia
Di padre grenadino e madre trinidadiana, Walker ha interpretato alcune produzioni cinematografiche, come Lord of War (2005) e Unbreakable - Il predestinato (2001), ma è maggiormente noto per il ruolo di Kareem Said nella serie televisiva statunitense Oz.
Nel 1994 ha inoltre recitato per Paul W.S. Anderson nel film Shopping. Nel 2012 viene scelto per interpretare il comandante della Caserma 51, Wallace Boden nella serie televisiva di Chicago Fire, ruolo che ricopre fino al termine della 12 stagione.

## Filmografia

### Cinema
- Young Soul Rebels, regia di Isaac Julien (1991)
- Shopping, regia di Paul W. S. Anderson (1994)
- Unbreakable - Il predestinato (Unbreakable), regia di M. Night Shyamalan (2000)
- Once in the Life, regia di Laurence Fishburne (2000)
- L'ultima alba (Tears of The Sun), regia di Antoine Fuqua (2003)
- Lord of War, regia di Andrew Niccol (2005)
- Duma, regia di Carroll Ballard (2005)
- Cadillac Records, regia di Darnell Martin (2008)
- Oltre le regole - The Messenger (The Messenger), regia di Oren Moverman (2009)
- Blood and Bone, regia di Ben Ramsey (2009)
- The Company Men, regia di John Wells (2010)
- A Lonely Place to Die, regia di Julian Gilbey (2011)

### Televisione
- Supply & Demand, regia di Peter MacDonald – film TV (1997)
- Oz – serie TV, 51 episodi (1997-2003)
- Homicide: The Movie (Homicide: The Movie), regia di Jean de Segonzac – film TV (2000)
- Otello (Othello), regia di Geoffrey Sax – film TV (2001)
- Whitewash: colpevole fino a prova contraria (Whitewash: The Clarence Brandley Story), regia di Tony Bill – film TV (2002)
- Hate, regia di Paris Barclay – film TV (2005)
- E.R. - Medici in prima linea (ER) – serie TV, 3 episodi (2006)
- Justice - Nel nome della legge (Justice) – serie TV, 13 episodi (2006-2007)
- Kings – serie TV, 13 episodi (2009)
- The Whole Truth – serie TV, 13 episodi (2010-2011)
- A Lonely Place to Die, regia di Julian Gilbey – film TV (2011)
- Fuori dal ring (Lights Out) – serie TV, 2 episodi (2011)
- L'ispettore Gently (Inspector George Gently) – serie TV, episodio 5x01 (2012)
- Strike Back – serie TV, 2 episodi (2012)
- Chicago Fire – serie TV, 168 episodi (2012-2024)   Wallace Boden
- Chicago P.D. – serie TV, 12 episodi (2014-in corso)   Wallace Boden
- Chicago Med – serie TV, 4 episodi (2017-in corso)   Wallace Boden
- Chicago Justice – serie TV, episodio 1x13 (2017)  Wallace Boden

## Doppiatori italiani
- Massimo Corvo in Chicago Fire, Chicago P.D., Chicago Med, Chicago Justice
- Roberto Draghetti in Cadillac Records, Oltre le regole - The Messenger, The Company Men
- Francesco Pannofino in Homicide: The Movie, Duma, in Blood and Bone
- Stefano Mondini in 20/20 Target Criminale, E.R. - Medici in prima linea
- Paolo Marchese in Oz
- Gianluca Tusco in Unbreakable - Il predestinato
- Massimo Rossi in Kings
- Giorgio Bonino in Whitewash
- Paolo Maria Scalondro in L'ultima alba
- Franco Mannella in The Whole Truth
- Rodolfo Bianchi in Lord of War, Strike Back
- Saverio Indrio in Justice - Nel nome della legge
- Fabio Gervasi in A Lonely Place to Die